# Großer Preis von Mosambik
Der Große Preis von Mosambik  war ein Automobilrennen, das von 1958 bis 1971 zwölfmal in der ehemaligen portugiesischen Kolonie Mosambik abgehalten wurde. 1966 und 1967 trug es die Bezeichnung Governor General Cup. Das technische Reglement entsprach jeweils dem der Formel 1. Die Rennen hatten keinen Weltmeisterschaftsstatus. In einzelnen Jahren war der Große Preis von Mosambik allerdings in die Südafrikanischen Formel-1-Meisterschaft eingebunden. Rekordsieger war der rhodesische Rennfahrer John Love, der fünf von zwölf Rennen gewann.

## Geschichte
Organisator des Großen Preises von Mosambik war der örtliche Verein Automovil e Touring Club de Moçambique. Die Ausschreibung des Rennens ging auf die Kolonialmacht Portugal zurück, die in ihrer ostafrikanischen Kolonie ein Pendant zu den britisch geprägten Motorsportveranstaltungen in den benachbarten Ländern Rhodesien und Südafrika veranstalten wollte. Die Organisatoren des Großen Preises von Mosambik waren insbesondere an der Teilnahme südafrikanischer Rennfahrer interessiert, die ihrerseits die konstanten klimatischen Verhältnisse im nördlicher gelegenen Mosambik schätzten. 1966 und 1967 zählte das Rennen zur südafrikanischen Formel-1-Meisterschaft; das Ziel, das Rennen dauerhaft als einen Lauf dieser regional erfolgreichen Serie zu etablieren, erreichten die Organisatoren allerdings nicht.
Austragungsort der Großen Preise war jeweils die mosambikanische Hauptstadt Lourenço Marques (heute: Maputo). In den ersten beiden Jahren wurde das Rennen auf einem Straßenkurs in der Stadt abgehalten (Lourenço Marques Street Circuit), ab 1962 auf der neu errichteten, direkt am Indischen Ozean gelegenen ständigen Rennstrecke Circuito de Lourenço Marques.
Der Große Preis von Mosambik wurde ab 1972 nicht mehr ausgetragen. Ein wesentlicher Grund hierfür war der Portugiesische Kolonialkrieg, der zu dieser Zeit an Intensität zunahm. 1972 wurde noch das 3-Stunden-Rennen von Lourenço Marques abgehalten, das Jochen Mass gewann; es beendete die Motorsportaktivitäten in Mosambik für die folgenden zwei Jahrzehnte. Nach Erlangung der Unabhängigkeit im Jahr 1975 wurden Automobilrennen in Mosambik zunächst verboten.

## Ergebnisse
| Auflage | Jahr | Strecke | Sieger                              | Zweiter                            | Dritter                               | Pole-Position | Schnellste Runde          |
| ------- | ---- | ------- | ----------------------------------- | ---------------------------------- | ------------------------------------- | ------------- | ------------------------- |
| 01      | 1958 | Maputo  | Ian Frazer-Jones (Porsche)          | nicht bekannt                      | nicht bekannt                         | nicht bekannt | nicht bekannt             |
| 02      | 1961 | Maputo  | Bruce Johnstone (Cooper-Alfa Romeo) | Ernest Pieterse (Heron-Alfa Romeo) | Syd van der Vyver (Cooper-Alfa Romeo) | nicht bekannt | nicht bekannt             |
| 03      | 1962 | Maputo  | Peter de Klerk (Alfa Special)       | Doug Serrurier (LDS-Alfa Romeo)    | Fanie Viljoen (LDS-Climax)            | nicht bekannt | nicht bekannt             |
| 04      | 1963 | Maputo  | Peter de Klerk (Alfa Special)       | Ernest Pieterse (Lotus-Climax)     | Trevor Blokdyk (Cooper-Maserati)      | nicht bekannt | nicht bekannt             |
| 05      | 1964 | Maputo  | John Love (Cooper-Climax)           | Peter de Klerk (Alfa Special)      | Trevor Blokdyk (Cooper-Maserati)      | nicht bekannt | nicht bekannt             |
| 06      | 1965 | Maputo  | John Love (Cooper-Climax)           | Peter de Klerk (Alfa Special)      | Dave Charlton (Lotus-Ford)            | nicht bekannt | nicht bekannt             |
| 07      | 1966 | Maputo  | Dave Charlton (Brabham-Climax)      | John Love (Cooper-Climax)          | Sam Tingle (LDS-Climax)               | nicht bekannt | nicht bekannt             |
| 08      | 1967 | Maputo  | John Love (Brabham-Repco)           | Sam Tingle (LDS-Climax)            | Jackie Pretorius (Lotus-Climax)       | nicht bekannt | John Love (Brabham-Repco) |
| 09      | 1968 | Maputo  | Jackie Pretorius (Lola-Ford)        | nicht bekannt                      | nicht bekannt                         | nicht bekannt | nicht bekannt             |
| 10      | 1969 | Maputo  | John Love (Lotus-Ford)              | nicht bekannt                      | nicht bekannt                         | nicht bekannt | nicht bekannt             |
| 11      | 1970 | Maputo  | Dave Charlton (Lotus-Ford)          | nicht bekannt                      | nicht bekannt                         | nicht bekannt | nicht bekannt             |
| 12      | 1971 | Maputo  | John Love (Surtees-Ford)            | nicht bekannt                      | nicht bekannt                         | nicht bekannt | nicht bekannt             |